# Cratoxylum
Cratoxylum é um género botânico pertencente à família Hypericaceae. Género nativo do Sudeste asiático.

## Espécies
Formado por 10 espécies:
| - Cratoxylum acuminatum - Cratoxylum arborescens - Cratoxylum dasyphyllum - Cratoxylum formosa - Cratoxylum homachuchii | - Cratoxylum parvifolium - Cratoxylum procerum - Cratoxylum punctulatum - Cratoxylum subglaucum - Cratoxylum thorelii |

## Nome e referências
Cratoxylum Blume